# Pathologie expérimentale
La pathologie expérimentale est la branche de la pathologie qui étudie la maladie et les phénomènes morbides, provoqués artificiellement chez l'animal. C'est donc un domaine scientifique couvrant à la fois la pathologie humaine et la pathologie animale.

## Historique
Historiquement, outre Claude Bernard, qui a laissé des Leçons de pathologie expérimentale, se sont illustrés notamment dans ce domaine : Germain Sée, Frédéric Dubois d'Amiens, Camillo Golgi, Robert Koch, Ludwig Traube et Alfred Vulpian ; parmi les contemporains, Florian Delbarre et Esther Orozco.